# 会津玄察
会津 玄察 （あいづ げんさつ、慶長16年（1611年）? - 寛永15年2月28日（1638年4月12日））は、江戸時代前期の人物。
島原の乱における一揆勢の指導者のひとり。
大矢野玄察、天草玄札、大矢野源兵衛とも。玄察は号で、他に玄札、見察。

## 概要
島原の乱以前の経歴は不明だが、乱当時幕府軍に捕らえられていた渡辺小左衛門は、玄察は医師であり、以前松倉氏に仕えていたと証言している。
浪人として島原の乱に参加し、一揆勢において武者奉行・徒士大将・旗奉行・二ノ丸出丸番頭の肩書きを持つなど重要な地位にあったことがうかがえる。
最期は詳細不明だが、原城落城時に戦死したと思われる。